# くいだおれ
株式会社くいだおれは、大阪府大阪市のマスコットキャラクター「くいだおれ太郎」のマネジメントを行う企業。かつては同名の飲食店及び、それを収容するビルを経営していた。

## 概要

### 歴史

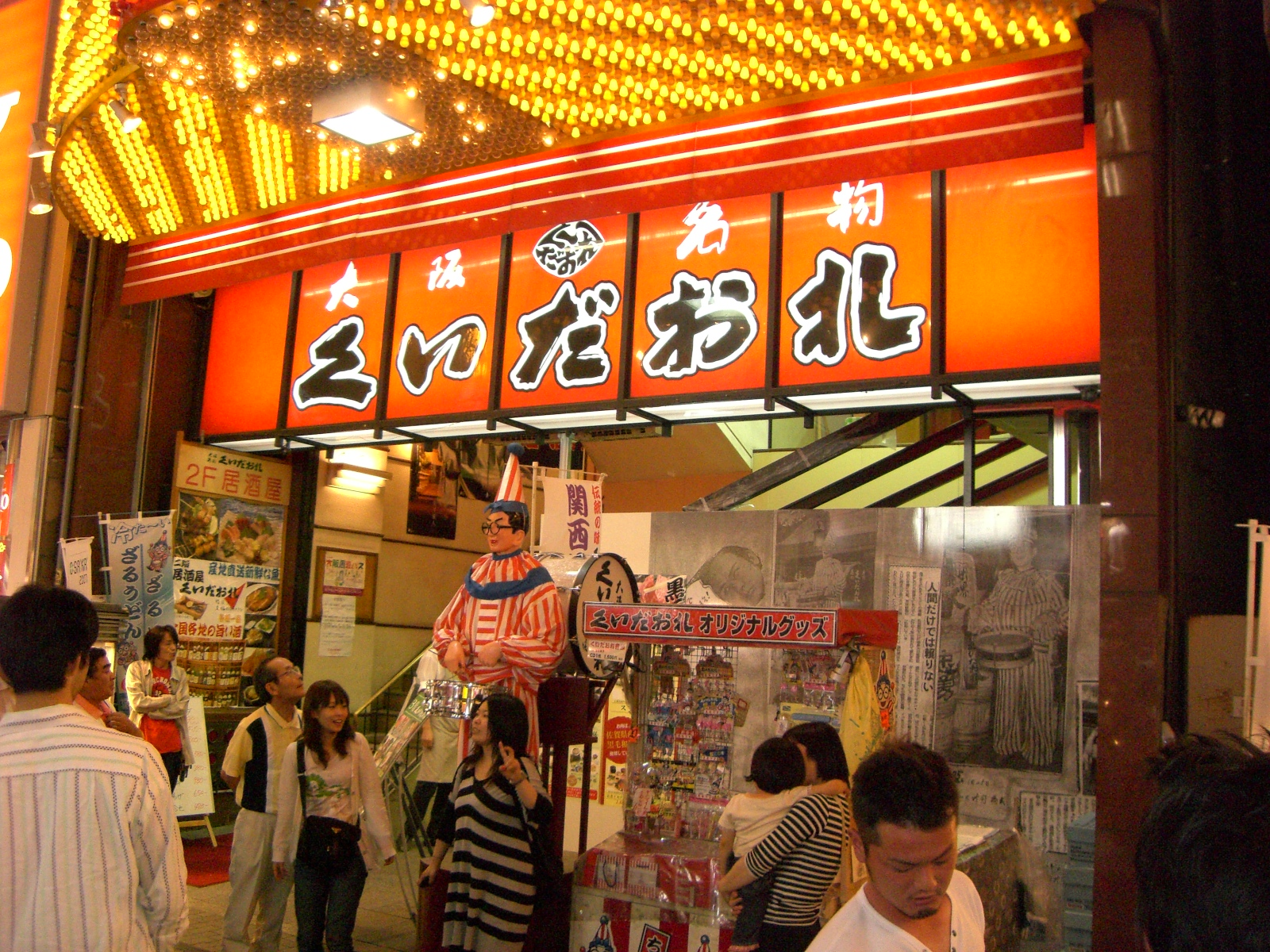
営業当時の店頭に立つ「くいだおれ太郎」（2007年6月）

1949年6月、大阪府大阪市南区西櫓町（現：中央区道頓堀1丁目）に山田六郎が創業と開店。同店によると、屋号は「京の着倒れ、江戸の飲み倒れ」という、「京都の人は着物道楽が過ぎて、江戸の人は良い酒を飲み過ぎて財産を失う」との意味の、江戸時代からの地域性を表した慣用句に基づいて作り上げた言葉としているが、既に江戸時代後期には「大坂の喰ひだほれ」と言う言葉は存在していた。上方（関西）の主要都市では江戸時代から「京は着て果、大坂は喰て果、堺は家で果る」と言われていた。現在は「京都の着倒れ、大阪の食い倒れ、堺の建て倒れ、神戸の履き倒れ、奈良の寝倒れ」などと言われる。
焼け野原となった大阪で「戦後復興期」に寄与することを目指し食堂として創業。創業者・山田六郎の意向から家族経営で支店などは存在せず、遺言にも「支店を出すな」「家族で経営せよ」「看板人形を大切にせよ」と記されている。
流行を取り入れ、1953年の街頭テレビが関東一円に設置される前年（1952年）に、米国製テレビ受像機を購入して店内に設置するなどしている。NHKのテレビ本放送開始は1953年2月1日で当時は試験放送が日に数時間程度のみだったという。この当時、大阪市内のテレビ受像機総数は50台程度で、価格もサラリーマンの平均年収数年分に相当した。
1959年にはくいだおれビルを建造、この際にもいち早く全館空調設備完備とするなど環境設備を自慢とした。1階が総合食堂、2階が居酒屋、3階が日本料理店、4～8階が割烹お座敷があり、食材も集まる流通拠点・商業都市としての大阪のもう一つの顔でもある、全国各地の名産品が入ることから飲食店が発達している「食い倒れの町」としての側面を体現している。
2007年7月20日に『くいだおれ』の裏手に『ウラ・くいだおれ』をオープンさせた。本家『くいだおれ』とは違い、西洋料理店で、50坪70席だった。本家『くいだおれ』の閉店に伴い、2008年4月26日に閉店。『くいだおれ太郎』の従兄弟『くいだおれ楽太郎』がいた。詳しくは後述。

### 閉店と - その後
2008年4月8日、建物の老朽化や周辺環境の変化などを理由に同年7月8日をもって閉店すると報道各社に伝え、翌9日、経営陣が記者会見を開いた。
尚、営業最終日である2008年7月8日は18時までの営業となり、5階から8階は関西の芸能人、文化人ら著名人を招待しての「最後の晩餐」を催した。閉店当日、くいだおれ太郎は「永いことありがとう。おおきに　太郎」という言葉を残し、弟の「次郎」と共に店頭に立った。午後9時前に女将が「大阪名物くいだおれは日本一幸せな店でございました」と言葉を残し午後9時、店の約59年の歴史に幕を閉じた。なお、産経新聞は、くいだおれ閉店当日に大阪市内の一部で閉店を報道する号外を発行した。
不動産は傍系のくいだおれ不動産が保有しているが、跡地利用方法は未確定。法人としてのくいだおれは、飲食業の廃業後はマスコットキャラクターのマネージメント業に業態を変えている。
2009年には、くいだおれビルから少し離れた場所（小道を挟んで東3軒隣）にある、かつての劇場「中座」跡地にあったビルの名称が「中座くいだおれビル」に変更され（運営主体は別企業）、くいだおれ太郎も同じビルに移設された。
2015年現在、元のくいだおれビルは土産物店として1階で営業を続けており、くいだおれ太郎のグッズや食品が売られている。

## くいだおれ太郎

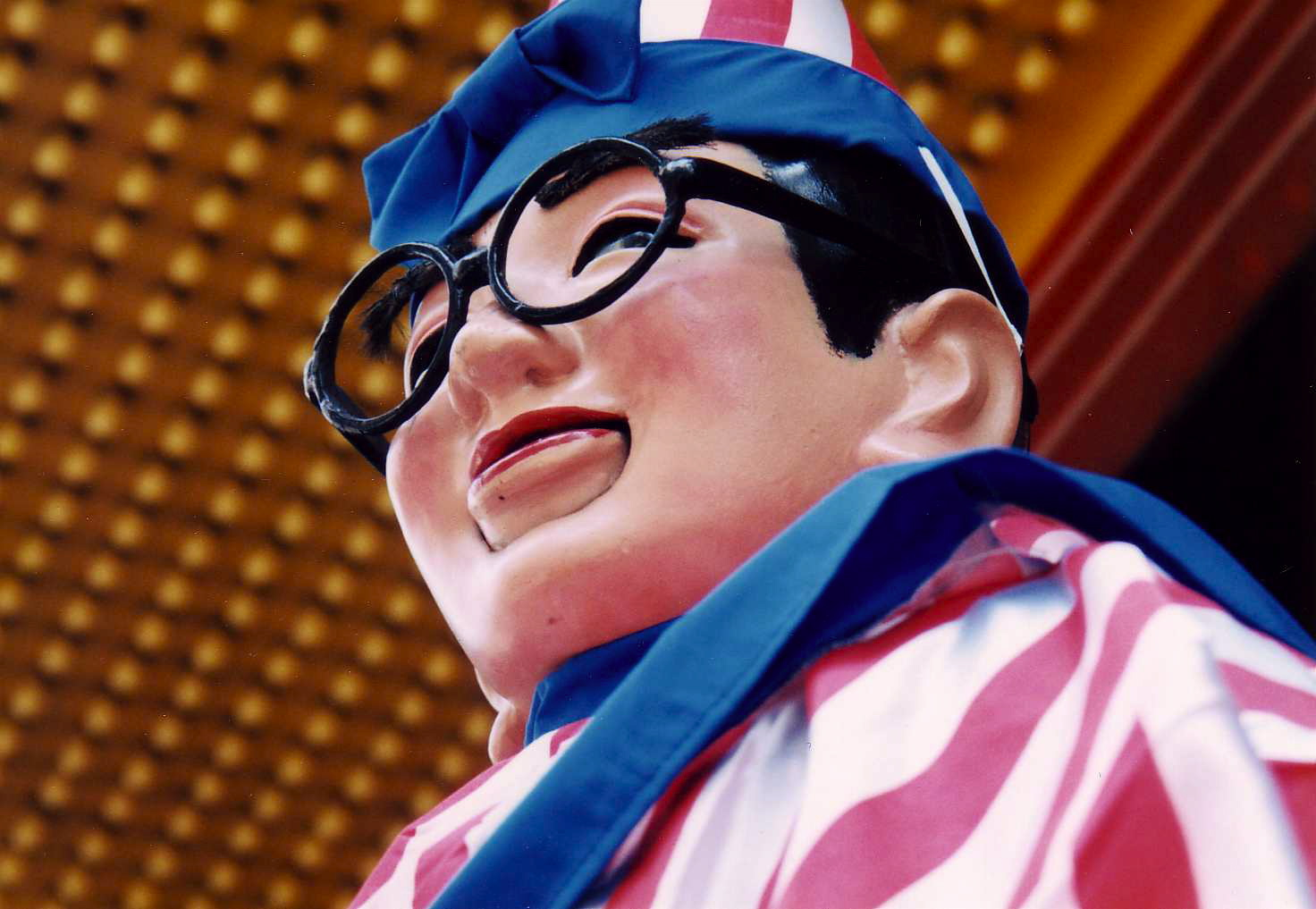
くいだおれ太郎近影

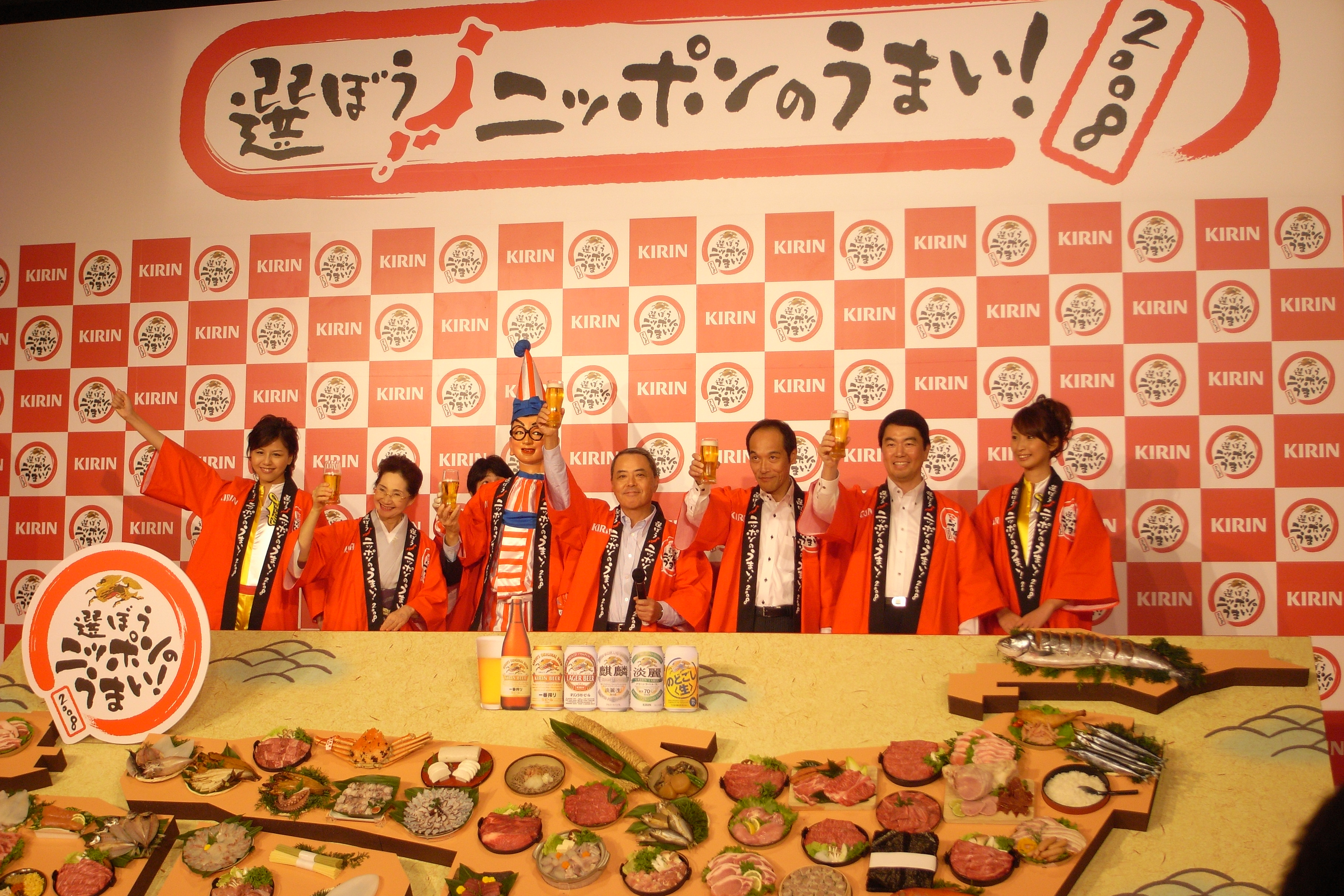
「選ぼう ニッポンのうまい！2008」に「出席」したくいだおれ太郎

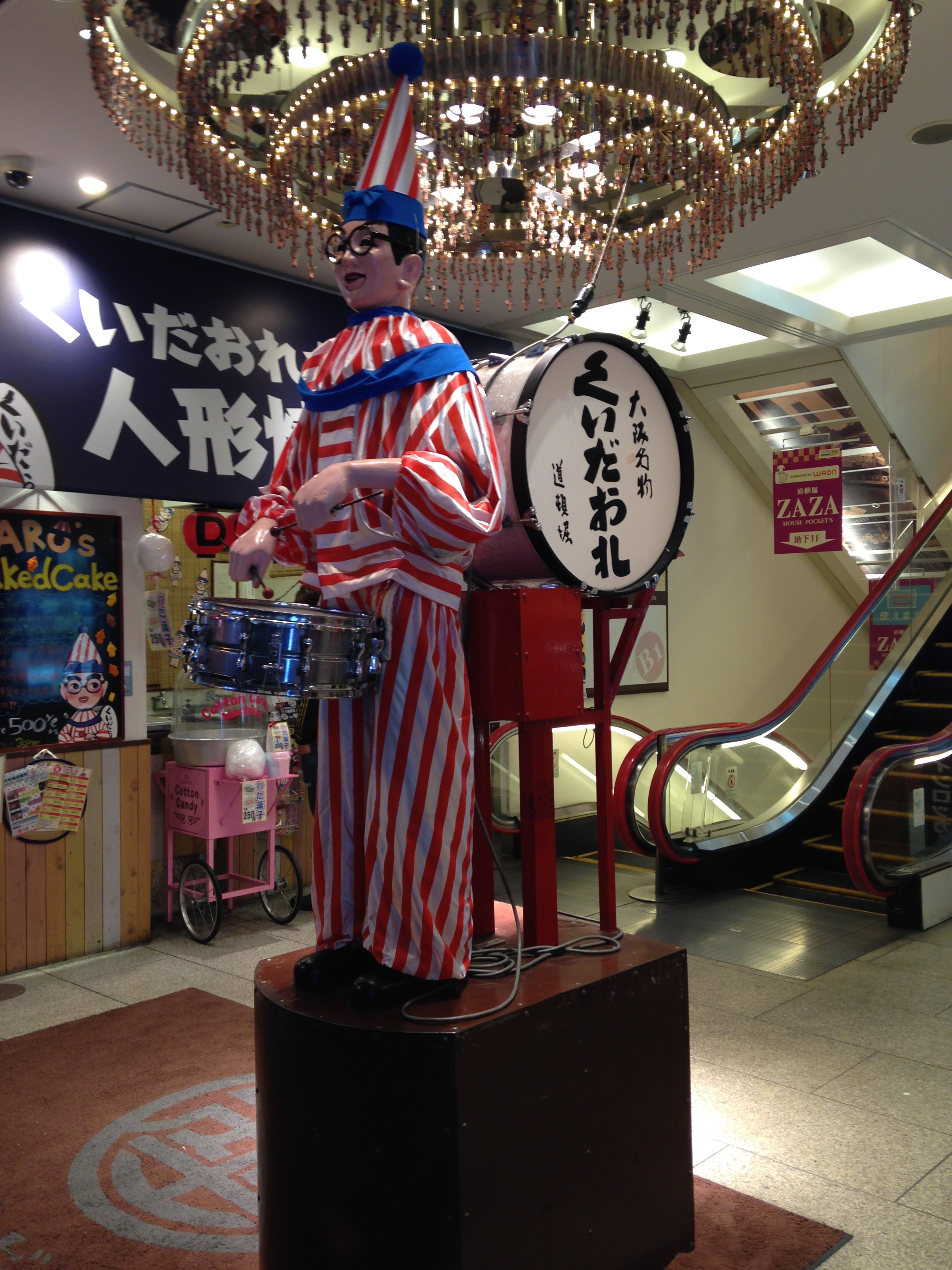
「中座くいだおれビル」に移設後のくいだおれ太郎

1階正面にチンドン屋の格好をした広告宣伝用の人形があり、これは「くいだおれ太郎」と呼ばれる。1950年に登場、以降次第に知名度をあげ、1990年代よりは大阪の町を代表する観光名物として人気がある。
そもそもは、飲食店は大人だけが行くところという認識が一般的であった創業当時、チェーン展開によるファミリーレストランが日本で普及する1970年代から20年以上前に子連れ家族のレジャーとしての外食の普及を予測、子供連れの家族が外食するレストランというビジョンをうちだした。
その上で、家族での来店を促すためにはまず実質的な入店意思決定権者である子供の興味を引く必要があるというマーケティング戦略に基づいて制作された。
くいだおれ太郎は同店の看板であると共に、道頓堀グリコサインや通天閣と並び大阪を象徴するオブジェ（動く看板）とされている。文楽人形を意識して制作したとされ、制作費は1千万円とされている。電動で休むことなく太鼓を叩いたり鐘を鳴らす(実際は前方のスネアドラムはマレットで叩く動作をしているが、ヘッドに接触していないため演奏では無い、後方のバスドラムや鐘は人形自体ではなく、独立した演奏機構が叩いている。)・首を振る・口パクするなど一種の「宣伝ロボット」である。太郎登場以前には文楽人形そのものを直接人間が操作して、店への呼び込みを行っていた。なお、顔のモデルは喜劇役者の杉狂児と言われる。
1959年のくいだおれビル建設の際には「店頭の人形は撤去すること」が銀行側からの融資条件に含められてしまった。この当時はまだ「くいだおれの看板」としての知名度は低く、高度経済成長期に入り街が近代化して行く中で、融資元の目には「時代錯誤で街のイメージに添わない騒音を出す人形」としか映らなかった模様である。山田はどうしても太郎を外したくなかったため、同ビルは銀行融資無しで建設されたという。
1985年10月16日、阪神タイガースのセ・リーグ優勝が決まった事に興奮した阪神タイガースファンの群衆が、大阪市道頓堀に在る大阪名物くいだおれの店頭に展示されているくいだおれ太郎を担ごうと狙ったが、当時の営業部長であった岡田則一が一人で体を張って死守した（代わりにケンタッキーフライドチキン道頓堀店のカーネル・サンダース像が橋のうえから道頓堀川に投げ込まれた）。
1989年に昭和天皇が崩御（死去）すると、太郎の衣装を通常の紅白のものから白黒のものに変更した。1990年には「バンザイ人形」と呼ばれる太郎の別バージョンが登場し、同年11月の天皇の即位の御大典を祝福した。この「バンザイ人形」は後に太郎の弟「次郎」と名づけられ、国民の慶事や大阪関係の発展に関するニュースの際に店頭に登場し、バンザイしていた。
1992年に阪神タイガース優勝の可能性がいよいよ目前まで高まると、何処となく当時の阪神のスター選手亀山努に似た太郎が、前回の優勝時に熱狂した阪神ファンらにより道頓堀に投げ込まれたカーネル・サンダース像の代わりとして狙われ、道頓堀に投じられるのではという声がマスコミで報道され始めた。そのため、「わて、泳げまへんねん」と書かれたふきだし風の看板が添えられ、浮き輪に水中眼鏡という特別コスチュームに変更された（なお、1992年の阪神の順位は巨人と同率の2位に終わった）。
この頃より「くいだおれ太郎」の知名度が全国的に急速に上昇、1993年には太郎のキーホルダーが製作された。前述の通り、山田の遺言にはこの人形を大切にするようにという文言が添えられていた。
くいだおれ太郎は大阪城、通天閣、太陽の塔と並ぶ大阪を代表するシンボルの一つと見做される。創業者・山田六郎の出生地の香美町（旧・香住町、現・香美町香住区）から人形を引き取りたいとの要望も上がった。
なお、「くいしんぼう仮面」という、くいだおれ太郎をモチーフにした覆面レスラーがいる。
2008年、くいだおれの閉店と共に、くいだおれ太郎の展示は中断された。
2009年7月、元のくいだおれビルから左3軒隣に当たる「中座くいだおれビル」の店先に、1年ぶりにくいだおれ太郎が復活。オープンの記念式典には、大阪府知事・橋下徹、大阪市長・平松邦夫らも出席し、道頓堀に帰ってきた「くいだおれ太郎」を祝福した。テープカットの際は、｢太郎｣と｢次郎｣が一緒に店頭に並んだ。また、同ビルオープニングでは、くいだおれ太郎がDJネーム「DJ KTaro」として登場した。現在は中座くいだおれビルの正面で連日、くいだおれ太郎と観光客との記念写真の撮影を実施している。
アニメのキャラクター「ルパン三世」に盗んでほしい物を募集するサイトが企画したプロジェクトにおいて多数投票があり、渋谷駅のモヤイ像がルパンに“盗み出された”直後にくいだおれ太郎を盗むと“犯行予告”が行われ、“盗み出される”前日に「銭形はん　タスケテ！」の吹き出しが掲げられ、2009年12月15日未明に予告どおりにくいだおれ太郎は帽子と太鼓を残して“盗み出され”、くいだおれ太郎のあった場所にはくいだおれ太郎のシルエットと黒縁メガネをかけたルパンのサインが残された。
2010年8月、日産大阪販売（日産自動車の大阪府下の販売ディーラー）のイメージキャラクターに起用された。
2011年6月、炭酸飲料「ファンタ」（日本コカ・コーラ）のCMにロックバンド「FANTA」の新メンバーという設定でくいだおれ太郎が登場した。
2011年7月1日、東日本大震災に伴う節電対策として、くいだおれ太郎の首とまゆ毛、口を動かしたり太鼓を叩いたりするための電源が止められた。くいだおれ太郎の電源が止められるのは1949年の登場以来初めてのことで、同年8月末まで実施する予定で、「暑い時間は太鼓もお休みしますねん わてもセツデンですねん」の吹き出しが掲げられた。
ACジャパンの2013年度大阪（近畿2府4県）地域キャンペーン「親子のひみつコトバ」のCMに、くいだおれ太郎が出演している。なお、同CMには「くいだおれ太郎のお母さん」役として、くいだおれの女将も登場。
2014年より、NHK大阪放送局制作の音楽番組『わが心の大阪メロディー』に出演。操演および声の出演は、2014年のみ桂吉弥、2015年以降は桂よね吉（吉弥の弟弟子）が担当。
2023年4月18日、ヤマハミュージックジャパンとの間でエンドースメント契約の締結を発表した。これを記念して、同月24日にヤマハのコンサートスネアドラム贈呈式が行われる予定。

### 製作者
くいだおれ人形作者である二代目由良亀（藤本雲並）は、淡路島・洲本市由良町出身で、淡路人形浄瑠璃の頭（かしら）の製作に携わっていた人物である。
文楽にゆかりの者が由良を通りかかった折に由良亀の秀作に目を留め、「このまま淡路人形浄瑠璃の頭作りで終わるには惜しい腕だ。ぜひ大阪に出て文楽の頭を作らないか。」と声をかけたのが大阪にでるきっかけとなった。およそ1946～1948年頃に大阪に出、文楽人形浄瑠璃の人形製作者となる。その後、後進をも師事し、文楽振興に貢献している。谷崎潤一郎が淡路島に逗留しながら書いた初期の小説『蓼喰ふ虫』の中にも「由良亀」として登場し、谷崎潤一郎の小説のモチーフとして協力している。
くいだおれ人形は1949年に由良亀が淡路島から大阪へと出た当初、アルバイトで製作したもので、本業の浄瑠璃の頭（かしら）製作者としても作品を残している。由良亀の製作した人形の頭（かしら）は、洲本市立淡路文化史料館にも保存されている。
由良亀氏は、その人形が製作された昭和二十四年当時、大阪市生野区猪飼野中一丁目二十二番地、現在の住居表示で言うと同区鶴橋５-６-４に在住していた。子供の頃から由良亀旧宅の真向かいに住む、國津進次郎氏は、くいだおれ人形が車で搬出されるところを偶然目撃している。

### 名前
「くいだおれ太郎」という名前は1994年まで存在せず、それ以前はくいだおれ側も「くいだおれ人形」と非公式に呼んでいただけで、明確な名前が付けられていなかった。
しかし、1994年に関西国際空港が開港した際、「大阪を代表するオブジェ」としてアンセット・オーストラリア航空とルックJTBタイアップ企画として同空港第1便となるオーストラリア行きの旅客機に「乗客」として搭乗した。この時に座席指定を受けるために正式に名前が与えられた。同時にバンザイ人形には「くいだおれ次郎」という名が与えられた。
この企画では、関西国際空港から旅立った「くいだおれ太郎」がオーストラリアに到着した様子が現地のメディアでも報じられている。また、1995年には阪神・淡路大震災で低迷した国際線の旅客回復・増大を目指し、再びくいだおれ太郎がルックJTBとくいだおれ共同企画で同空港からアメリカ・ロサンゼルスへと「旅行」した。この時は、野球選手の野茂英雄の応援のために球場に乗り込んだこともあり、同様に地元メディアで報じられている。

### 家族について
くいだおれ太郎には父親と弟がいる。父親の名前は「おやじ」、弟の名前は「くいだおれ次郎」である。また「楽太郎」という従兄弟も存在する。

#### 父
おやじは右手にお盆を乗せ、そのお盆に本物のビールが入ったジョッキを乗せたまま回転していたため、回転の度にビールが通行人にかかり苦情が寄せられ、創業当初のみの登場となった。太郎、次郎、楽太郎とは顔も服装も全く似ていない。

#### 弟
両手を上下動かすことから別名「バンザイ人形」。くいだおれ次郎は国民的な祝い事があるときに登場する。通常は“宿舎”で待機しているが、“くいだおれ閉店”に伴い｢くいだおれ太郎｣が各地に“ひっぱりだこ”状態になったため、くいだおれ次郎が店頭に登場する事が多くなっている。
営業最終日は｢太郎｣と｢次郎｣の兄弟が一緒に店頭に並んだ。

#### 従兄弟
くいだおれ楽太郎は『ウラ・くいだおれ』の店の奥に座っていた。顔は太郎、次郎にそっくりでウクレレを持っている。ただし、こちらは稼働式ではないため、動かない。

## 関連書籍
- 「ばかたれ、しっかりせ - くいだおれ会長・山田六郎伝」（著：柿木央久、1996年 講談社）ISBN 9784062083003
- 「くいだおれ太郎のつぶやき。」（著：くいだおれ太郎、2008年 マガジンハウス）ISBN 9784838718863